# Удоне (острів)
О́стрів Удоне́ (яп. 鵜渡根島, うどねじま, МФА: [udoned͡ʑima], «Острів богині Удоне») — безлюдний острів вулканічного походження в західній частині Тихого океану. Складова групи островів Ідзу. Розташований між островами Тосіма та Ніїдзіма. Вважається відгалуженням останнього. Належить селу Ніїдзіма області Осіма префектури Токіо, Японія. Станом на 2007 рік площа острова становила 0,4 км²; довжина — 1,5 км, ширина — 0,4 км, довжина берегової лінії — 3,3 км. Береги важкодоступні, скелясті. В центрі острова лежить вулкан, висотою 209 м, вивержень якого не зафіксовано. Прибережні води багаті на омарів. Назва острова походить від синтоїстської богині Удоне, дружини земного божества Котосіронусі.

## Галерея

Удоне на карті островів Ідзу